# Bathycongrus bertini
Bathycongrus bertini és una espècie de peix marí pertanyent a la família dels còngrids i a l'ordre dels anguil·liformes. Fa 39 cm de llargària màxima. El seu nivell tròfic és de 3,57.
És un peix marí i batidemersal (entre 200 i 400 m de fondària), el qual viu a l'Atlàntic oriental: des de Mauritània fins a Angola, incloent-hi els corrents de Canàries, Guinea i Benguela, el Senegal, Gàmbia, Benín, la Costa d'Ivori, Ghana, Togo, Guinea Bissau, Guinea, Sierra Leone, Libèria, Nigèria, el Camerun, Guinea Equatorial, el Gabon, la República del Congo i la República Democràtica del Congo.
És inofensiu per als humans i el seu índex de vulnerabilitat és de baix a moderat (32 de 100).